# 伊藤蘭嵎

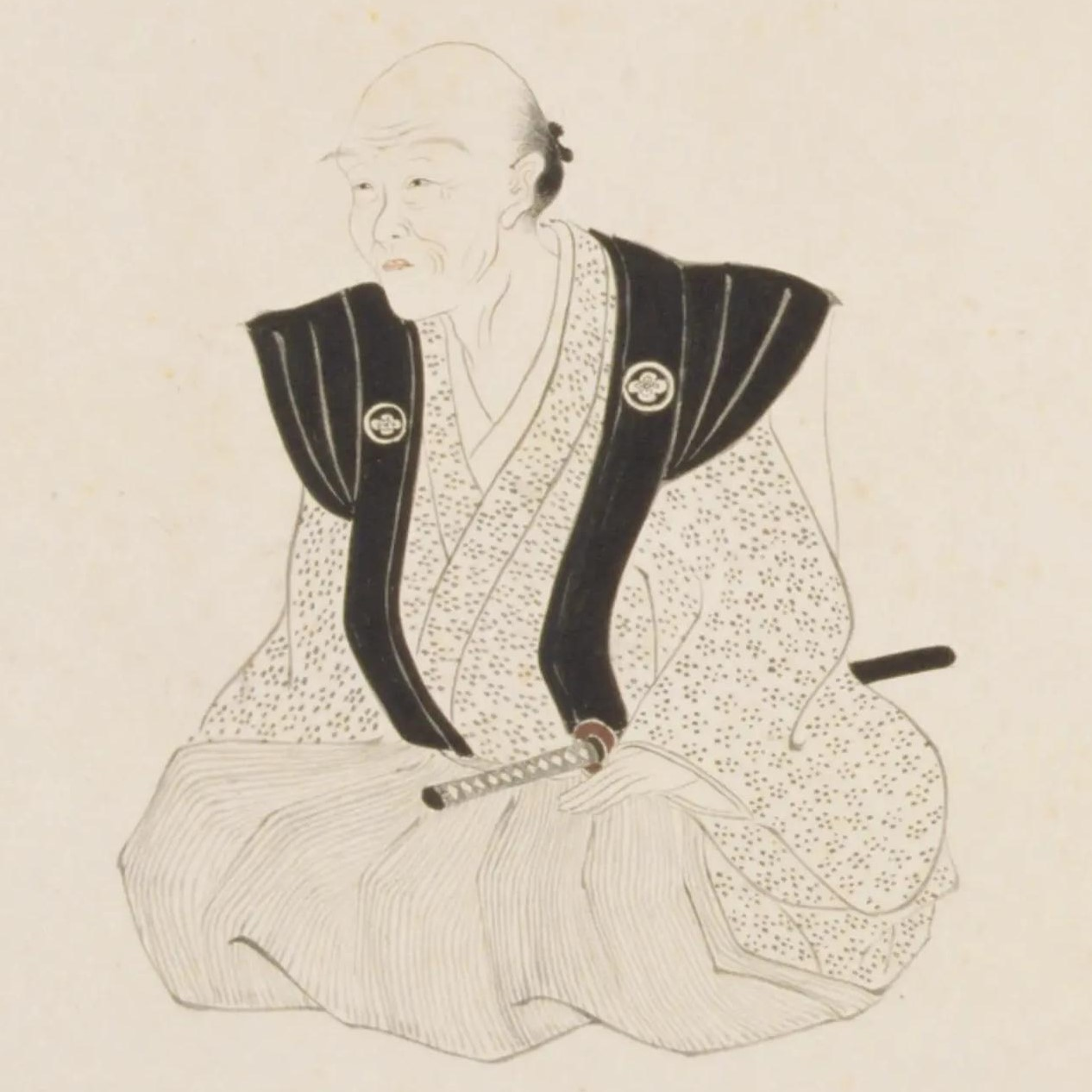
伊藤蘭嵎（『肖像集』）

伊藤 蘭嵎（いとう らんぐう、元禄7年5月1日（1694年5月24日） - 安永7年3月27日（1778年4月24日））は江戸時代中期の儒学者。名は長堅、字は才蔵、蘭嵎と号す。他の号として、啓斎・六有軒・柏亭・抱膝斎がある。私諡は紹明先生。

## 経歴
伊藤仁斎の五男として京都に生まれる。主に兄に教えを受ける。仁斎の息子は原蔵（東涯）・重蔵（梅宇）・正蔵（介亭）・平蔵（竹里）そして才蔵がいることから京都では「伊藤の五蔵」と呼ぶ。皆、家学を受け継いでいて長男の東涯と末弟の蘭嵎が最もよく知られるようになったので「伊藤の首尾蔵」ともいう。享保16年（1731年）から紀伊藩に儒者として仕え、禄三十人扶持を支給される。養子に紀伊藩儒となる伊藤海嶠がいる。門人として、岩橋蓮渚・桜井舟山・井口蘭雪・宮崎筠圃・平秩東作など。

## 逸話
蘭嵎は博学能文で挙止が端重であった。初めて紀伊藩主（徳川宗直）に伺候し書を講ずる段になって、蘭嵎は沈黙し動かない。周囲の家臣は「貴人に面接するのに慣れていないから緊張しているのだろう」と考え促したが、蘭嵎は応じない。しばらくして口を開き「公、褥に坐す。聖人の書を講ずべからざるなり。」と言ったので、藩主はあわてて褥を片づけさせ講説を聞くと、音吐朗々と弁論鮮やかであったため、居合わせた皆は｢真の儒者なり｣と嘆賞したという。
蘭嵎は墨絵で蘭を描く事を好んでいたが、60歳頃から「道学先生」の言葉に影響されてこの戯れを断った。｢書を善くす｣ともいう。